# بخش گنگام
بخش گنگام (به فرانسوی: Arrondissement de Guingamp) یک بخش در فرانسه است که در کوت-دارمور واقع شده‌است.